# 8月2日 (旧暦)
旧暦8月2日（きゅうれきはちがつふつか）は、旧暦8月の2日目である。六曜は先負である。

## できごと
- 崇峻天皇元年（ユリウス暦587年9月9日） - 欽明天皇の第12子・泊瀬部皇子が即位し32代・崇峻天皇に
- 延喜元年（ユリウス暦901年9月17日） - 『日本三代実録』が完成
- 治暦元年（ユリウス暦1065年9月4日） - 三合の厄を避ける為、康平より治暦に改元
- 享保6年（グレゴリオ暦1721年9月23日） - 徳川吉宗の命で江戸・評定所の門前に目安箱を設置
- 元治元年（グレゴリオ暦1864年9月2日） - 第一次長州征討

## 誕生日
- 享保8年（グレゴリオ暦1723年9月1日） - 三浦梅園、思想家（+ 1789年）

## 忌日
- 文禄4年（グレゴリオ暦1595年9月5日） - 駒姫、豊臣秀次の側室（* 1581年）
- 文禄4年（グレゴリオ暦1595年9月5日） - 豊臣仙千代丸、豊臣秀次の長男（* 1590年）
- 文禄4年（グレゴリオ暦1595年9月5日） - 豊臣土丸、豊臣秀次の四男（* 生年不詳）
- 正徳4年（グレゴリオ暦1714年9月10日） - 菱川師宣、浮世絵師
- 元文3年（グレゴリオ暦1738年9月15日） - 上島鬼貫、俳人（* 1661年）